# ماكس ديبل
ماكس ديبل (بالألمانية: Max Deubel) هو متسابق دراجات نارية ألماني سابق فاز ببطولة جائزة ألمانيا الكبرى للدراجات النارية وحقق انتصارات في كأس جزيرة مان السياحية سنة 1961 وسنة 1965.